# Joviltón
Joviltón är en ort i Mexiko.   Den ligger i kommunen Oxchuc och delstaten Chiapas, i den sydöstra delen av landet, 800 km öster om huvudstaden Mexico City. Joviltón ligger 1 864 meter över havet och antalet invånare är 241.
Terrängen runt Joviltón är bergig. Runt Joviltón är det ganska tätbefolkat, med 75 invånare per kvadratkilometer. I omgivningarna runt Joviltón växer i huvudsak städsegrön lövskog.